# 대학생성경읽기선교회
UBF(University Bible Fellowship, UBF)는 1961년 설립된 복음주의 초교파 선교단체다. 미국 시카고와 대한민국 서울특별시에 본부가 있다. 대학생 복음전도를 주 목적으로 한다.
대학생들을에게 주로 선교하며, 성경을 통해 하나님을 만나고 예수 그리스도의 복음과 영생, 재림을 영접하도록 돕는다한다.

### 설립
UBF는 1961년 장로교 대인 교회의 , 이사무엘과 미국의 남장로 교회 소속 선교사 사라 배리(Sarah Barry)에 의해 대한민국에서 설립되었다. 1960년대에 대전, 대구, 전주 그리고 서울의 몇개 지부등을 개설 하였으며 1969년 UBF 최초의 해외 선교사를 파송하였다. 1970년대 초반에는 독일에 있는 간호사 선교사들을 중심으로 활발한 활동이 있었으며, 1974년에는 스위스에서 169명이 참석한 가운데 제 1회 세계선교대회를 열기도 하였다. UBF는 1974년부터 선교사들을 미국과 남미등지에 파송하기 시작하였다.

### 국내지부 개척
1962년 대전시와 대구시를 시작으로 국내 여러 도시에 지부 격인 센터들을 설립하기 시작하였다. 현재까지 대한민국 사역을 총괄하고 있는 종로센터는 1966년 설립되었다. 1970년대에는 청주시, 부산직할시, 수원시 등 10개의 센터가 전국적으로 개설되었다. 1980년대에는 경주시, 춘천시, 강릉시 등을 비롯하여 약 20여개의 지부가 개설되었다. 1990년대에는 전주시, 원주시 등의 센터가 개설되었다. 2024년 기준으로 전국적으로 약 88개의 지부가 존재하고 있다. UBF는 1968년부터 일용할양식이라는 책자를 출간하여 이를 새벽기도와 성경공부에 사용해왔다.

### 1차 분리
1976년에는 UBF의 개혁을 요구하던 일련의 구성원들이 이창우 목사에게 "훈련 상에서의 과다한 폭력 사용으로 인한 목자의 폐인화과 공금 유용 및 불법 행위를 중단하고, 대표직을 사퇴할 것"이라는 요지의 공개 편지를 작성 하는 것을 시초로 얼마 동안 분란이 발생하였다. 갈등은 해결되지 못했고 이 과정에서 개혁측이 UBF의 실세를 잡지 못한 결과, 이들은 기독대학인회(ESF)라는 단체로 분리되었다.. 한편 이 분리의 여파로 이창우 목사는 1977년 미국 시카고로 가게 되었고, 본부 또한 미국으로 옮겨 갔다.

### 해외지부 개척
UBF는 1990년 인천센터 (현재 인천 CMI)의 주도 하에 의해 러시아로 첫 선교사를 파송하였으며, 2012년까지 모스크바, 상트페테르부르크 등 13개 지부가 개설되어있다. 2024년 현재, 총 91개국 318지부에 1,740명의 선교사(한국인 1,714명/현지인 26명)가 파송되어 활동하고 있다.

### 2차 분리
한편 2000년 5월 23일에는 UBF의 개혁을 요구하며 개혁운동이 시작되어 개혁측과 비개혁측이 갈등하는 사태가 발생하였다. 결국 합의에 의해 2003년 3월 31일에 개혁측은 국제대학선교협의회라는 별도의 단체로 분리되어 현재에 이르고 있다.

### 분리 이후
2004년 미국의 MSU대학에서 77개국에서 2,800여명이 참석한 가운데 국제선교보고대회를 개최하였다.
2008년도 독일 쾰른에서 제 1회 세계선교보고대회, 2008년 미국 Purdue대학에서 국제수양회, 2009년 독일 Eringerfeld에서 유럽-국제수양회등 2000년도 말에 활발한 국제 행사들을 개최하였다.
이후 창립 50주년을 맞이하여 2011년 5월 29일 약 5천여명이 모인 가운데 서울에서 세계선교 보고대회를 가졌다.

## 평가 및 이단성
UBF는 캠퍼스 내 모집 활동이 제한되거나 금지되는 경우가 있었는데, 예를 들어 1989년 University of Winnipeg, 1991년 University of Manitoba , 그리고 1993년 University of Illinois at Chicago 에서 활동을 금지당했다. 이 그룹은 다양한 종교 감시 단체들에 의해 기록되었는데, 그 중에는 New England Institute of Religious Research, Freedom of Mind Resource Center, 그리고 The Evangelical Center for World Survey Material Service 등의 사례가 있다. 일반적으로 이 단체의 비구성원과 탈퇴한 회원들은 이 그룹을 사이비(cult-like) 종교, 지나치게 통제적이며 영적으로 손상을 입히거나 학대적으로 여긴다.

## 신조 및 믿음
삼위일체의 하나님, 성부, 성자, 성령을 믿으며, 성경을 하나님의 영감으로 쓰여진 하나님의 말씀으로 믿는다.

### 선교전략
UBF의 선교전략은 전문인 자비량 선교사의 양성과 파송이다. 전문인 자비량 선교사는 평신도와 선교사의 직분을 동시에 감당하는 선교모델이다. UBF는 또한 네비우스 선교전략을 택하고 있으며, 선교지에서 얻은 현지 교인들을 교회의 지도자들로 양성하는데 주력을 두고 있다.

## 주요 활동
UBF의 주요 활동은 일대일 성경공부, 소감문 쓰기와 발표, 공동생활, 리더 양성 그리고 새벽기도이다. 각 지부마다 예배를 따로 보고 있으며, 전국 학생 수양회 여러 지부가 함께 참여하는 활동도 벌이고 있다. UBF는 학생들과 젋은이들에게 연극, 오케스트라, 음악활동 또는 운동을 통한 교제활동에 참여할 수 있는 기회를 제공하고 있다. UBF는 국제적으로 의료 선교활동을 하고 있으며 아프리카 우간다에는 의료선교 병원을 설립하였다. UBF는 대학생들 뿐만 아니라 중고등 학생들에게도 성경공부나 성경수련회 등에 참여할 수 있는 기회를 주고 있다. 이러한 청소년들의 위한 모임을 JBF라 칭한다.

### 일대일 성경공부
일대일 성경공부를 위해 성경단락별로 준비된 문제지를 사용하고 있으며, 성경을 연구하는 방식으로는 귀납적인 연구방식을 취하고 있다. 또한 소감쓰기를 성경공부의 한 부분으로 여기고 있다. 새로운 신자를 얻기 위해 주로 캠퍼스에서 직접 사람들에게 접근하여 초청하는 방식을 취하고 있다. 이러한 전도방식을 '피싱'이라 칭하는데 이는 예수님이 당시 갈릴리 어부였던 제자들을 장차 '사람들을 돕는 어부'가 되게 하겠다는 성경구절에 기반한 것이다.

## 선교사 파송 및 선교활동
UBF는 1969년 세 명의 간호사 선교사 서 인경, 이 화자 그리고 설동란을 독일에 파송하였다. 2010년 기준 한국세계선교협의회에서 발표한 선교사 파송 기준으로 82개국에 1718명의 선교사를 파송해 1위를 차지하고 있다. 이는 국제대학선교협의회의 선교사 수를 제외한 것으로, 국제대학선교협의회의 선교사 숫자와 합하면 2,350명으로 전체 대한민국에 파송하는 선교사중 약 10%의 선교사를 파송하고 있는 것이다.

### 유럽
유럽에는 약 400명의 UBF 선교사가 활동하고 있으며, 독일에만 18개의 지부가, 독일외 유럽지역에서는 약 25개 지부가 활동하고 있다. 유럽본부는 독일 쾰른에 위치하고 있다. 유럽 UBF는 Mission-Net, 오픈도어 선교회(Open Doors), OM 선교회(Operation Mobilisation) 등의 다른 선교단체들과 함께 일하고 있다. 유럽 UBF는 정기적으로 국제 수양회를 개최하고 있으며 가장 최근에는 2009년 독일 에링어펠트(Eringerfeld)에서 UBF국제 여름수양회를, 2011년에는 유럽 학생리더수양회를 개최하였다.

## 문제점
UBF는 국내외에서 manipulation, controlling 한다는 문제가 끊임없이 제기돼 왔다.